# Sympistis aqualis
Sympistis aqualis là một loài bướm đêm thuộc họ Noctuidae. Nó được tìm thấy ở Bắc Mỹ. Trước đây nó được xem là phân loài của Oncocnemis riparia, nhưng đã được nâng lên thành loài riêng và chuyển qua chi Sympistis vào năm 2008.
Sải cánh dài khoảng 36 mm.